# Aplastodiscus musicus
Aplastodiscus musicus es una especie de anfibio de la familia Hylidae.
Es endémica de Brasil.
Su hábitat natural incluye montanos secos y ríos.
Está amenazada de extinción por la destrucción de su hábitat natural.